# Vuelta a España 1974
Das Radrennen zur 29. Vuelta a España wurde in 23 Abschnitten und 2991,9 Kilometern vom 23. April bis zum 12. Mai 1974 ausgetragen. Der Gewinner war der Spanier José Manuel Fuente, die Bergwertung und die Kombinationswertung gewann José Luis Abilleira, die  Punktewertung gewann Domingo Perurena. Die Meta Volantes-Wertung gewann Francisco Javier Elorriaga und das Team KAS siegte in der Mannschaftswertung.

## Etappen
| Etappe | von                       | nach                      | km         | Gewinner                | Maillot amarillo   |
| ------ | ------------------------- | ------------------------- | ---------- | ----------------------- | ------------------ |
| Prolog | Almería                   | Almería                   | 5 (EZF)    | Roger Swerts            | Roger Swerts       |
| 1      | Almería                   | Almería                   | 98         | Eddy Peelman            | Roger Swerts       |
| 2      | Almería                   | Granada                   | 187        | Eric Leman              | Bernard Thévenet   |
| 3      | Granada                   | Fuengirola                | 161        | Rik Van Linden          | Bernard Thévenet   |
| 4      | Marbella                  | Sevilla                   | 206        | Rik Van Linden          | Domingo Perurena   |
| 5      | Sevilla                   | Córdoba                   | 139        | Domingo Perurena        | Domingo Perurena   |
| 6      | Córdoba                   | Ciudad Real               | 211        | Eddy Peelman            | Domingo Perurena   |
| 7      | Ciudad Real               | Toledo                    | 126        | Domingo Perurena        | Domingo Perurena   |
| 8A     | Toledo                    | Madrid                    | 167        | Roger Swerts            | Domingo Perurena   |
| 8B     | Circuito del Jarama       | Circuito del Jarama       | 4 (MZF)    | KAS                     | Domingo Perurena   |
| 9      | Madrid                    | Los Ángeles de San Rafael | 158        | José Manuel Fuente      | Domingo Perurena   |
| 10A    | Los Ángeles de San Rafael | Los Ángeles de San Rafael | 5 (EZF)    | Raymond Delisle         | José Manuel Fuente |
| 10B    | Los Ángeles de San Rafael | Ávila                     | 125        | Mariano Martínez        | José Manuel Fuente |
| 11     | Ávila                     | Valladolid                | 168        | José Luis Uribezubia    | José Manuel Fuente |
| 12     | Valladolid                | León                      | 203        | Roger Swerts            | José Manuel Fuente |
| 13     | León                      | Monte Naranco             | 128        | José Manuel Fuente      | José Manuel Fuente |
| 14     | Oviedo                    | Cangas de Onís            | 134        | Joaquim Agostinho       | José Manuel Fuente |
| 15     | Cangas de Onís            | Laredo                    | 210        | Juan Manuel Santisteban | José Manuel Fuente |
| 16     | Laredo                    | Bilbao                    | 133        | Gerben Karstens         | José Manuel Fuente |
| 17     | Bilbao                    | Miranda de Ebro           | 157        | Agustín Tamames         | José Manuel Fuente |
| 18     | Miranda de Ebro           | Eibar                     | 152        | Agustín Tamames         | José Manuel Fuente |
| 19A    | Eibar                     | Donostia-San Sebastián    | 79         | Manuel Antonio García   | José Manuel Fuente |
| 19B    | Donostia-San Sebastián    | Donostia-San Sebastián    | 35,9 (EZF) | Joaquim Agostinho       | José Manuel Fuente |

## Endstände
| Sieger                | José Manuel Fuente            | 86:48:18 h  |
| Zweiter               | Joaquim Agostinho             | + 0:11 min  |
| Dritter               | Miguel María Lasa             | + 1:09 min  |
| Vierter               | Luis Ocaña Pernía             | + 1:58 min  |
| Fünfter               | Domingo Perurena              | + 4:29 min  |
| Sechster              | José Antonio González Linares | + 5:56 min  |
| Siebter               | Jean-Pierre Danguillaume      | + 6:29 min  |
| Achter                | José Luis Uribezubia          | + 6:33 min  |
| Neunter               | Ventura Díaz                  | + 8:25 min  |
| Zehnter               | Roger Swerts                  | + 8:28 min  |
| Punktewertung         | Domingo Perurena              | 210 P.      |
| Zweiter               | Eric Leman                    | 186 P.      |
| Dritter               | Miguel María Lasa             | 159 P.      |
| Bergwertung           | José Luis Abilleira           | 108 P.      |
| Zweiter               | José Manuel Fuente            | 61 P.       |
| Dritter               | Luis Ocaña Pernía             | 61 P.       |
| Meta Volantes-Wertung | Francisco Javier Elorriaga    | 48 P.       |
| Kombinationswertung   | José Luis Abilleira           |             |
| Teamwertung           | KAS                           | 260:03:03 h |